# Старое Шаймурзино
Ста́рое Шайму́рзино (тат. Иске Шәйморза) — село в Дрожжановском районе Республики Татарстан, административный центр Старошаймурзинского сельского поселения.

## Этимология
Топоним произошёл от татарского слова «иске» (старый) и антропонима «Шәйморза» (Шаймурза).

## География
Село находится на реке Малая Цильна, в 18 км к востоку от села Старое Дрожжаное.

## История
Основано в 1674 году как чувашское селение (по другой версии – в 1643 году). В дореволюционных источниках упоминается также как Уразбаево.
В XVIII – первой трети XIX веков жители относились к категории государственных, в 1835-1860-е годы – удельных крестьян. Основные занятия жителей в этот период – земледелие и скотоводство.
В «Списке населенных мест по сведениям 1859 года», изданном в 1863 году, населённый пункт упомянут как удельная деревня Старое Шаймурзино (Иски-Шаймурза) 1-го стана Симбирского уезда Симбирской губернии. Располагалась при реке Цыльне, по тракту из Буинска в Карсун, в 55 верстах от губернского города Симбирска и в 30 верстах от становой квартиры во владельческом селе Шумовка. В деревне в 204 дворах жили 2021 человек (1002 мужчины и 1019 женщин). Были 3 мечети.
В начале XX века функционировали церковь, школа, 5 мечетей, 5 мектебов, 36 торгово-промышленных заведений. В этот период земельный надел сельской общины составлял 5027,5 десятины.
В 1930 году в селе организован колхоз им. Будённого, с 2016 года земли села в хозяйственном управлении ООО «Эталон-Агро».
До 1920 года село входило в Больше-Цильнинскую волость Симбирского уезда Симбирской губернии. 
С 1920 года в составе Буинского кантона ТАССР.
С 10 августа 1930 года – в Буинском районе; с 10 февраля 1935 года – центр Будённовского, с 29 ноября 1957 года – Цильнинского районов, с 12 октября 1959 года – в Дрожжановском, с 1 февраля 1963 года в Буинском, с 30 декабря 1966 года в Дрожжановском районах.

## Население
| 1859  | 1897  | 1913  | 1926  | 1938  | 1949  | 1958  |
| ----- | ----- | ----- | ----- | ----- | ----- | ----- |
| 2021  | ↗2345 | ↗3557 | ↗3779 | ↗3806 | ↘2617 | ↗2684 |
| 1970  | 1979  | 1989  | 2002  | 2010  | 2018  |       |
| ↗2818 | ↘2067 | ↘1439 | ↘1296 | ↘1223 | ↘880  |       |

| 1859 |
| ---- |
| 2021 |

Национальный состав села: татары.

## Экономика
Жители занимаются полеводством, скотоводством. Действуют ОАО «Шаймурзинское СХП им. А.Ш.Абдреева», крестьянские (фермерские) хозяйства.

## Инфраструктура
Средняя школа, детский сад, участковая больница, ГКУЗ Республиканского бюро судмедэкспертизы МЗ РТ, аптечный пункт, дом культуры, библиотека, отделение Сбербанка, отделение почтовой связи, частные магазины.

## Достопримечательности
Музей «Земля и люди» им.А.Ш.Абдреева.

## Религия
2 мечети.

## Известные уроженцы
Ахметгарей Шакирзянович Абдреев — Герой Социалистического Труда.
Миргарифан Замалеевич Азизов — Председатель Совета Министров Татарской АССР (1950—1957 годы).
Халиуллин Абдрахман Хайруллович — Заслуженный агроном РСФСР, участник Финской кампании, Великой Отечественной войны.